# Basketball Champions League Asia
La Basketball Champions League Asia (BCL Asia ), prima conosciuta con il nome di FIBA Asia Champions Cup, è un torneo di pallacanestro a cadenza annuale organizzato dalla FIBA Asia in cui si confrontano i migliori club del continente asiatico.

## Storia
La prima edizione della competizione si svolse, sotto l'egida della Asian Basketball Confederation, nel 1981 con il nome di Asian Basketball Club Championship. Tra il 25 marzo e l'8 aprile, 1981, ad Hong Kong, il Nippon Kokan del Giappone, il Bayi Rockets dalla Cina, l'Apcor Basket delle Filippine, l'Industry Bank dalla Corea dl Sud, il Kwan On di Hong Kong, il SIA di Singapore, il PKN Selangor della Malaysia e l'Ohod dell'Arabia Saudita, si affrontarono in un torneo per determinare la migliore squadra asiatica. La squadra cinese del Bayi Rockets fu la prima a laurearsi Campione d'Asia vincendo tutte le sette partite di quella prima edizione.
Tre anni più tardi, nel 1984, si tenne la seconda edizione della competizione, a cui questa volta presero parte 13 squadre da altrettante nazioni, con i filippini del Northern Cement che nella finale si imposero sui campioni uscenti del Bayi Rockets, col risultato di 82-56. Mentre quattro anni dopo, nel 1988,  la squadra filippina del Swift-PABL sconfisse i cinesi del Liaoning Hunters per 84-69 vincendo il titolo nella terza edizione.
Altre due edizioni furono giocate rispettivamente nel 1990 e nel 1992, vinte dai cinesi del Liaoning Hunters e dai sudcoreani del Kia Motors.
Nel 1995 la competizione riprende e da quella edizione continuerà ad essere disputata annualmente fino all'edizione 2019; il nome della competizione venne cambiato, nello stesso 1995, in ABC Champions Cup, ed i filippini del Andok's furono i primi ad aggiudicarsi la vittoria della nuova competizione.
Nel 2004 con la completa integrazione della Asian Basketball Confederation nella FIBA, il nome della competizione è stato nuovamente cambiato in FIBA Asia Champions Cup. Con questo nome la competizione si è svolta fino al 2019, prima che le edizioni 2020, 2021 e 2022 fossero annullate a causa della Pandemia di COVID-19.
Nel 2024 è stato annunciato che il torneo è stato ribattezzato con il nome di Basketball Champions League Asia, un nome in linea con altre competizioni continentali in America e in Europa, con un nuovo formato e con nuovi criteri di qualificazione. 
La prima edizione della nuova competizione si è svolta nel giugno 2024 a Dubai, ed ha visto prevalere la squadra libanese dell'Al-Riyadi Beirut, che si è imposta nella finale per 122-96 sulla squadra degli Emirati Arabi Uniti dello Shabab Al-Ahli.
Le due squadre del Libano del Sagesse Beirut, grazie ai tre titoli conquistati nel 1999, nel 2000 e nel 2004, e dell'Al-Riyadi Beirut, grazie alle tre vittore nel 2011, 2017 e 2024, sono le due squadre con il maggior numero di vittorie nella competizione, con tre titoli ciascuno. L'Al-Rayyan del Qatar è invece quello che ha collezionato il maggior numero di piazzamenti nei primi tre posti, con un totale di 11, di cui due vittorie, nel 2002 e nel 2005, cinque argenti e 4 bronzi.

## Formato
Per l'edizione 2024, la prima della Basketball Champions League Asia, le otto squadre si sono qualificate per la BCL attraverso vari metodi: 4 squadre hanno acceduto direttamente tramite le loro leghe nazionali, altre 2 sono state determinate dai risultati della FIBA West Asia Super League, mentre le rimanenti due hanno ottenuto l'accesso alla fase finale della competizione tramite un torneo di qualificazione.
Il torneo di qualificazione ha previsto due turni: il primo turno, giocato a Ulan Bator dal 3 al 7 aprile 2024, che ha visto la partecipazione di otto club, con rappresentanze dell'Est e del Sud-Est asiatico. La Mongolia e l'Indonesia sono state rappresentate da due club ciascuna e sono state affiancate dai campioni dei campionati di Hong Kong, Malaysia, Singapore e Thailandia.
Questi 8 club sono stati inseriti in due gironi da quattro squadre in base alla classifica delle rispettive squadre nazionali nel ranking mondiale maschile FIBA. La prima squadra di ogni girone è avanzata al secondo Round, mentre le squadre che finiscono seconda e terza in ogni girone si sono sfidate per determinare i restanti 2 posti per il secondo Round.
Il secondo round, svolto a Giakarta dal 23 al 26 aprile, è stato giocato in formato di girone singolo e i primi due club si sono qualificati per la Basketball Champions League Asia (BCL Asia).
Nel 2025, il torneo di qualificazione della BCL Asia, riservato per le squadre dell'Asia Orientale, è stato rinominato in BCL Asia-East.
| Metodo qual.           | Paese                                       | Lega                                  |
| ---------------------- | ------------------------------------------- | ------------------------------------- |
| Qualificazione diretta | Cina                                        | Chinese Basketball Association        |
| Qualificazione diretta | Corea del Sud                               | Korean Basketball League              |
| Qualificazione diretta | Giappone                                    | B.League                              |
| Qualificazione diretta | Filippine                                   | Philippine Basketball Association     |
| FIBA WASL              | Golfo Persico, Asia Centrale ed Occidentale | Vincitore FIBA West Asia Super League |
| FIBA WASL              | Golfo Persico, Asia Centrale ed Occidentale | Finalista FIBA West Asia Super League |
| BCL Asia-East          | Asia Orientale e del Sud-Est                | Vincitore BCL Asia-East               |
| BCL Asia-East          | Asia Orientale e del Sud-Est                | Secondo posto BCL Asia-East           |

## Albo d'oro

### Asian Basketball Club Championship (1981-1992)
| Anno | Sede      | Campioni         | risultato        | Finalista        | Terzo posto    |
| 1981 | Hong Kong | Bayi Rockets     | Formato a girone | NKK Sea Hawks    | Apcor          |
| 1984 | Ipoh      | Northern Cement  | 82–56            | Bayi Rockets     | Kuang Hua      |
| 1988 | Jakarta   | Swift            | 84–69            | Liaoning Hunters | Seoul Thunders |
| 1990 | Jakarta   | Liaoning Hunters | Formato a girone | Bank of Korea    | Kazma          |
| 1992 | Bangkok   | Ulsan Phoebus    | Formato a girone | Liaoning Hunters | Kazma          |

### ABC Champions Cup (1995-2003)
| Anno | Sede         | Campioni          | risultato    | Finalista           | Terzo posto         |
| 1995 | Kuala Lumpur | Andok's           | 101–82       | Petronas            | Ulsan Phoebus       |
| 1996 | Manila       | Hapee Toothpaste  | 77–74        | Yokoh. Giga Spirits | Guangdong S. Tigers |
| 1997 | Jakarta      | Regal Team        | 64–59        | Ulsan Phoebus       | Stapac Jakarta      |
| 1998 | Kuala Lumpur | Beijing Olympians | 71–70        | Regal Team          | Al-Riyadi Beirut    |
| 1999 | Beirut       | Sagesse Beirut    | 84–71        | Liaoning Hunters    | Petronas            |
| 2000 | Beirut       | Sagesse Beirut    | 55–52        | Al-Ittihad Gedda    | Al Manama           |
| 2001 | Dubai        | Al-Ittihad Gedda  | 103–101 (OT) | Al-Rayyan Doha      | Al Wahda Damasco    |
| 2002 | Kuala Lumpur | Al-Rayyan Doha    | 92–78        | Al-Ittihad Gedda    | Al Wahda Damasco    |
| 2003 | Kuala Lumpur | Al Wahda Damasco  | 96–63        | Al-Rayyan Doha      | Sangmu Phoenix      |

### FIBA Asia Champions Cup (2004-2022)
| Anno | Sede          | Campioni                                         | risultato                                        | Finalista                                        | Terzo posto                                      |
| 2004 | Sharjah       | Sagesse Beirut                                   | 72–70                                            | Al Wahda Damasco                                 | Al-Rayyan Doha                                   |
| 2005 | Quezon City   | Al-Rayyan Doha                                   | 83–76                                            | Fastlink Club                                    | Sagesse Beirut                                   |
| 2006 | Kuwait City   | Fastlink Club                                    | 94–69                                            | Jalaa Aleppo                                     | Al-Rayyan Doha                                   |
| 2007 | Tehran        | Saba Battery Tehran                              | 83–75                                            | Jalaa Aleppo                                     | Al-Rayyan Doha                                   |
| 2008 | Kuwait City   | Saba Battery Tehran                              | 82–75                                            | Al-Rayyan Doha                                   | Al Wasl                                          |
| 2009 | Jakarta       | Mahram Tehran                                    | 78–68                                            | Zain Club                                        | Al-Riyadi Beirut                                 |
| 2010 | Doha          | Mahram Tehran                                    | 93–73                                            | Al-Rayyan Doha                                   | Al-Riyadi Beirut                                 |
| 2011 | Pasig         | Al-Riyadi Beirut                                 | 91–82                                            | Mahram Tehran                                    | Al-Rayyan Doha                                   |
| 2012 | Beirut        |                                                  | Titolo non assegnato                             | Al-Riyadi Beirut Mahram Tehran                   | Duhok                                            |
| 2013 | Amman         | Foo. Mah. Sepahan                                | 84–74                                            | Al-Rayyan Doha                                   | ASU Sports Club                                  |
| 2014 | non assegnata | Non disputata                                    | Non disputata                                    | Non disputata                                    | Non disputata                                    |
| 2015 | non assegnata | Non disputata                                    | Non disputata                                    | Non disputata                                    | Non disputata                                    |
| 2016 | Chenzhou      | Xinjiang F. Tigers                               | 96–88                                            | Al-Riyadi Beirut                                 | P. Bandar Imam                                   |
| 2017 | Chenzhou      | Al-Riyadi Beirut                                 | 88–59                                            | Xinjiang F. Tigers                               | Astana                                           |
| 2018 | Nonthaburi    | P. Bandar Imam                                   | 68–64                                            | Alvark Tokyo                                     | Seoul Knights                                    |
| 2019 | Nonthaburi    | Alvark Tokyo                                     | 98–74                                            | Al-Riyadi Beirut                                 | Naft Abadan                                      |
| 2020 | Guangzhou     | Cancellata a causa della Pandemia di COVID-19    | Cancellata a causa della Pandemia di COVID-19    | Cancellata a causa della Pandemia di COVID-19    | Cancellata a causa della Pandemia di COVID-19    |
| 2021 | non assegnata | Non disputata a causa della Pandemia di COVID-19 | Non disputata a causa della Pandemia di COVID-19 | Non disputata a causa della Pandemia di COVID-19 | Non disputata a causa della Pandemia di COVID-19 |
| 2022 | Dubai         | Cancellata a causa della Pandemia di COVID-19    | Cancellata a causa della Pandemia di COVID-19    | Cancellata a causa della Pandemia di COVID-19    | Cancellata a causa della Pandemia di COVID-19    |

### Basketball Champions League Asia (2024-)
| Anno | Sede  | Campioni         | risultato | Finalista        | Terzo posto      |
| 2024 | Dubai | Al-Riyadi Beirut | 122–96    | Shabab Al-Ahli   | Hiroshima Drag.  |
| 2025 | Dubai | Utsunomiya Brex  | 94–93     | Al-Riyadi Beirut | Khasin Khuleguud |

## Titoli per club
| Club                     | Vittoria             | Secondo posto                    | Terzo posto                |
| ------------------------ | -------------------- | -------------------------------- | -------------------------- |
| Sagesse Beirut           | 3 (1999, 2000, 2004) |                                  | 1 (2005)                   |
| Al-Riyadi Beirut         | 3 (2011, 2017, 2024) | 4 (2012, 2016, 2019, 2025)       | 3 (1998, 2009, 2010)       |
| Al-Rayyan Doha           | 2 (2002, 2005)       | 5 (2001, 2003, 2008, 2010, 2013) | 4 (2004, 2006, 2007, 2011) |
| Mahram Tehran            | 2 (2009, 2010)       | 2 (2011, 2012)                   |                            |
| Saba Battery Tehran      | 2 (2007, 2008)       |                                  |                            |
| Liaoning Hunters         | 1 (1990)             | 3 (1988, 1992, 1999)             |                            |
| Zain Club/ Fastlink Club | 1 (2006)             | 3 (2005, 2009)                   |                            |
| Al-Ittihad Gedda         | 1 (2001)             | 2 (2000, 2002)                   |                            |
| Al Wahda Damasco         | 1 (2003)             | 1 (2004)                         | 2 (2001, 2002)             |
| Ulsan Phoebus            | 1 (1992)             | 1 (1997)                         | 1 (1995)                   |
| Bayi Rockets             | 1 (1981)             | 1 (1984)                         |                            |
| Regal Team               | 1 (1997)             | 1 (1998)                         |                            |
| Xinjiang F. Tigers       | 1 (2016)             | 1 (2017)                         |                            |
| Alvark Tokyo             | 1 (2019)             | 1 (2018)                         |                            |
| P. Bandar Imam           | 1 (2018)             |                                  | 1 (2016)                   |
| Northern Cement          | 1 (1984)             |                                  |                            |
| Swift                    | 1 (1988)             |                                  |                            |
| Andok's                  | 1 (1995)             |                                  |                            |
| Hapee Toothpaste         | 1 (1996)             |                                  |                            |
| Beijing Olympians        | 1 (1998)             |                                  |                            |
| Foo. Mah. Sepahan        | 1 (2013)             |                                  |                            |
| Utsunomiya Brex          | 1 (2025)             |                                  |                            |
| Jalaa Aleppo             |                      | 2 (2006, 2007)                   |                            |
| Petronas                 |                      | 1 (1995)                         | 1 (1999)                   |
| NKK Sea Hawks            |                      | 1 (1981)                         |                            |
| Bank of Korea            |                      | 1 (1990)                         |                            |
| Yokoh. Giga Spirits      |                      | 1 (1996)                         |                            |
| Shabab Al-Ahli           |                      | 1 (2024)                         |                            |
| Kazma                    |                      |                                  | 2 (1990, 1992)             |
| Apcor                    |                      |                                  | 1 (1981)                   |
| Kuang Hua                |                      |                                  | 1 (1984)                   |
| Seoul Thunders           |                      |                                  | 1 (1988)                   |
| Guangdong S. Tigers      |                      |                                  | 1 (1996)                   |
| Stapac Jakarta           |                      |                                  | 1 (1997)                   |
| Al Manama                |                      |                                  | 1 (2000)                   |
| Sangmu Phoenix           |                      |                                  | 1 (2003)                   |
| Al Wasl                  |                      |                                  | 1 (2008)                   |
| Duhok                    |                      |                                  | 1 (2012)                   |
| ASU Sports Club          |                      |                                  | 1 (2013)                   |
| Astana                   |                      |                                  | 1 (2017)                   |
| Seoul Knights            |                      |                                  | 1 (2018)                   |
| Naft Abadan              |                      |                                  | 1 (2019)                   |
| Hiroshima Drag.          |                      |                                  | 1 (2024)                   |
| Khasin Khuleguud         |                      |                                  | 1 (2025)                   |

## Premi individuali

### MVP
| Stagione | Giocatore                 | Squadra             |               |
| -------- | ------------------------- | ------------------- | ------------- |
| 1981     | sconosciuto               | sconosciuto         | sconosciuto   |
| 1984     | sconosciuto               | sconosciuto         | sconosciuto   |
| 1988     | sconosciuto               | sconosciuto         | sconosciuto   |
| 1990     | sconosciuto               | sconosciuto         | sconosciuto   |
| 1992     | sconosciuto               | sconosciuto         | sconosciuto   |
| 1995     | Bobby Parks (1)           | Andok's             |               |
| 1996     | Tony Harris (1)           | Hapee Toothpaste    |               |
| 1997     | Wayman Strickland (1)     | Regal Team          |               |
| 1998     | Michael Cumberland (1)    | Al-Riyadi Beirut    |               |
| 1999     | Assane N'Diaye (1)        | Sagesse Beirut      |               |
| 2000     | Elie Mechantaf (1)        | Sagesse Beirut      |               |
| 2001     | Johnny Rhodes (1)         | Al-Ittihad Gedda    |               |
| 2002     | Kristaan Johnson (1)      | Al-Rayyan Doha      |               |
| 2003     | Andre Pitts (1)           | Al Wahda Damasco    |               |
| 2004     | sconosciuto               | sconosciuto         | sconosciuto   |
| 2005     | Fadi el-Khatib (1)        | Sagesse Beirut      |               |
| 2006     | Johnson Nate (1)          | Fastlink Club       |               |
| 2007     | Samad Nikkhah Bahrami (1) | Saba Battery Tehran |               |
| 2008     | Gabe Muoneke (1)          | Saba Battery Tehran |               |
| 2009     | Jackson Vroman (1)        | Mahram Tehran       |               |
| 2010     | sconosciuto               | sconosciuto         | sconosciuto   |
| 2011     | Fadi el-Khatib (2)        | Al-Riyadi Beirut    |               |
| 2012     | non assegnato             | non assegnato       | non assegnato |
| 2013     | Mehdi Kamrani (1)         | Foo. Mah. Sepahan   |               |
| 2016     | Dewarick Spencer (1)      | Al-Riyadi Beirut    |               |
| 2017     | Darius Adams (1)          | Xinjiang F. Tigers  |               |
| 2018     | Daiki Tanaka (1)          | Alvark Tokyo        |               |
| 2019     | Alex Kirk (1)             | Alvark Tokyo        |               |
| 2024     | Wael Arakji (1)           | Al-Riyadi Beirut    |               |
| 2025     | D. J. Newbill (1)         | Utsunomiya Brex     |               |